# Dragutin Radimir
Dragutin Radimir poznat kao Drago Radimir (Dorbota, 3. avgust 1889 — Beograd, 26. decembar 1983) je bio šumarski inženjer, direktor, viši državni savetnik, naučni saradnik, šumarski stručnjak.

## Biografija
Rođen je 3. avgusta 1889. u Dobroti, Boka Kotorska, Austrougarska. Umro je 26. decembra 1983. u Beogradu, SFRJ. Otac Vjekoslav Radimir, Majka Zorka, rođ. Kamenarović.
Supruga Anđela, rođ. Radoničić, Ćerke Vjera (Radimir) Popović i Nada Radimir. Kasnije se oženio sa Marijom Macolić

## Školovanje
Gimnaziju završio u Kotoru.
Studirao je u Beču i Pragu. Godine 1912. diplomirao je u Beču Visokoj školi za kulturu tla.

## Rad
Godine 1918, nakon stvaranja Kraljevine Srba, Hrvata i Slovenaca, služi kao šumarski inženjer na Ilidži, kraj Sarajeva. Od 1920. do 1937. bio je šumarski inženjer u Direkciji šuma za Drinsku banovinu u Sarajevu — direktor direkcije i taksator.
Godine 1938. premešten je za direktora Direkcije šuma Primorske banovine u Mostaru. Godine 1939. premešten u Zagreb, Odeljenje za šumarstvo banske vlasti Banovine Hrvatske kao viši državni savetnik.
U toku Drugog svetskog rata u Zagrebu radio je u laboratorijima firme „La Roche“. Od 1945. do 1950. radio je u Ministarstvu za šumarstvo, Zagreb, kao viši državni savetnik.
Posle Drugog svetskog rata napisao je i objavio veći broj stručnih članaka o iskorišćavanju sporednih šumskih proizvoda, posebno o smolarenju. Tokom života se amaterski bavio fotografijom snimajuci šume i šumske radove. Svoju kompletnu fototeku je poklonio šumarskoj firmi „Šipad“ Sarajevo, koja je za vreme rata devedesetih godina u Sarajevu izgorela. Pošumljavao je u Hrvatskoj, Bosni i Srbiji. Bio je saradnik „Šumarskog lista“ i član Šumarske sekcije DIT-a (Društva inženjera), i vršio je dužnost člana Časnog suda nakon Drugog svetskog rata.
Njegovom zaslugom prenesena je Pančićeva omorika u zagrebačke parkove i druge krajeve Jugoslavije. Nekoliko Sekvoja koje rastu delom Dalmacije i Crnogorskog primorja su posađene njegovom zaslugom.
Godine 1962. odlikovan je zlatnom diplomom Visoke škole za kulturu tla u Beču povodom 50-godišnjice diplome (1912—1962).
Bio je član Hrvatskog planinarskog društva pre Drugog svetskog rata, odnosno Planinarskog društva Zagreb od njegova osnivanja. Kao planinar obišao je mnoge evropska planine, neke u Severnoj Americi, fotografirao ih i držao predavanja.
Prisustvovao vanrednoj skupštini društva (23. mart 1946).
Saradnik : Šumarska enciklopedija Izdanje I naklada Jugoslavenskog Leksikografskog Zavoda MCMLXIII (1963)

## Izdati radovi
1. Iskorišćivanje šuma. Sporedni užici. (Gospodarenje na planinskim pašnjacima). Šumarski priručnik, Zagreb 1946., s. 1144-1155.
2. Kakvo drvo traži brodograđevna industrija. Drvna ind. 6., Zagreb 1951., s. 1-4.
3. ing. D. Radimir, 1951: Borba protiv šumskih požara. Š.L. 3-4, s.174
4. D. Radimir, 1951: Publicazioni della Statione sperimentale di selvicoltura No 7. Š.L. 8-10, s.351
5. Ing. D. Radimir, 1952: Messeri: Anatomska istraživanja smolarevih borova. Š.L. 4, s.127
6. Ing. D. Radimir, 1952: L´Italia forestale e montana: Ljekovito bilje rabarbara treba uzgajati u brdskim krajevima. Š.L. 4, s.128
7. Ing. D. Radimir, 1952: Šumarstvo u Engleskoj. Š.L. 9, s.341
8. Ing. D. Radimir, 1952: Monti e boschi: Utjecaj potaše i svijetla na otpornost sadnica protiv mrazu i studeni.Š.L. 9, s.342
9. Ing. D. Radimir, 1952: Nova metoda za uzgajanje sadnica umjetnim svijetlom. Š.L. 9, s.343
10. Ing. D. Radimir, 1952: Uzgojna mjera kojoj se u nas ne poklanja dovoljno pažnje. Š.L. 10-11, s.416
11. D. Radimir, 1952: O uspjehu sadnje pri pošumljavanju. Š.L. 12, s.481
12. D. Radimir, 1952: Razvoj smolarenja stimulacijom, proizvodnja i izvoz terpentina i kolofona u SAD. Š.L. 12, s.482
13. D. Radimir, 1952: Nova metoda za uzgajnje biljaka vještačkim svijetlom. Š.L. 12, s.491
14. Ing. D. Radimir, 1953: Mogućnost današnje orijentacije u smolarskoj industriji Italije. Š.L. 1, s.52
15. Ing. D. Radimir, 1953: Pošumljavanje goleti u raznim evropskim državama posljednjih godina. Š.L. 1, s.54
16. Ing. D. Radimir, 1953: Kako gledaju strani stručnjci na šumarstvo Jugoslavije. Š.L. 2, s.95
17. Pejoski-Radimir, 1953: Savremeni pogledi na stimulirano smolarenje. Š.L. 4-5, s.206
18. Ing. B. Radimir, 1953: Proizvodnja, potrošnja i trgovina drvetom u Evropi. Izgledi u budućnosti. Š.L. 6, s.284
19. Ing .D. Radimir, 1953: Fotografska snimanja šuma i šumskih objekata. Š.L. 7-8, s.347
20. Fotografsko snimanje šuma i šumskih objekata. Ibid., 1953., s. 347-350.
21. Ing. D. Radimir, 1953: Razvoj smolarenja u NR Hrvatskoj i proizvodnja smole u svijetu. Š.L. 11, s.458
22. Ing. D. Radimir, 1953: Još o našim nacionalnim parkovima i umjetnim nasadima. Š.L. 11, s.481
23. Radimir ing. Drago., 1954: Uspomene na velikog šumarskog entomologa Karla Eschericha. Š.L. 7, s.325
24. Radimir ing. Drago, 1954: Istraživanja za povećanje plovnosti oblovine lišćara u SSSR-u. Š.L. 9-10, s.534
25. Radovi na uzgajanju borovih sastojina sa visokim intenzitetom lučenja smole. Narodni šumar 11-12, Sarajevo 1955., s. 461-469.
26. Radimir ing. Drago, 1955: O značenju uzgoja šumsko-voćnog drveća i grmlja na području NR Hrvatske. Š.L. 3-4, s.94
27. Radimir ing. D., 1955: Proizvodnja borove smole u Francuskoj god. 1952/53. Š.L. 3-4, s.130
28. O racionalnijem iskorišćivanju naših borovih šuma smolarenjem. Šumarstvo 7-8, Beograd 1955., s. 435-452.
29. Borovi na granici šumske vegetacije. Ibid., 1957.
30. Ing. D. Radimir, 1957: O uzgoju bambusa. Š.L. 11-12, s.449
31. Radimir D., 1958: Proizvodnja ploča vlaknatica i iverica u svijetu (prema Unasylva 1957.. Š.L. 1-2, s.75
32. Radimir D., 1958: Racionalizacija u iskorištavanju smole sa borovih stabala na području U. S. A. (Prema Naval Sores Review ö 1957). Š.L. 1-2, s.75
33. Kako povećati proizvodnju smole. Narodni šumar, Sarajevo 1961.